# Споменик Великом пожару у Лондону
Споменик Великом пожару у Лондону (енгл. Monument to the Great Fire of London), познатији само као Споменик (енгл. the Monument), је стубна грађевина римског дорског стила у Ситију, близу северног краја Лондонског моста, који је саграђен у знак сећања на Велики пожар у Лондону.
Смештен је на месту где се укрштају Моњумент улица и Фиш стрит хил, 62 m је висок, а 62 m је удаљен од места на коме је Велики пожар почео дана 2. септембра 1666. године. Други споменик, Golden Boy of Pye Corner, означава тачку близу Смитфилда где је пожар заустављен. Направљен је између 1671. и 1677. године, и представља највећу изоловану стубну грађевину на свету. Саграђен је на месту St. Margaret's, Fish Street, прве цркве која је изгорела у Великом пожару.
Споменик обухвата валовити дорски стуб, саграђен од портландске стене на чијем се врху налази позлаћена урна ватре, и њу су дизајнирали Кристофер Рен и Роберт Хук. Њена висина означава удаљеност од места у Пудинг лејну, код продавнице Томаса Ферјнора, краљевог пекара, где је Велики пожар почео.
До врха споменика се може доћи уским кривудавим степеницама, којих има 311. Мрежасти кавез је додат средином 19. века на врх, како би спречио да људи скачу са споменика, јер је шесторо људи извршило самоубиство између 1788. и 1842. године.
Три стране базе имају инскрипције на латинском. Инскрипција на јужној страни описује акције које је Чарлс II предузео поводом пожара. Инскрипција на истоку описује како је Споменик започет и доведен до савршенства, и под којим градоначелницима. Инскрипције на северној страни описују како је пожар почео, колико је штете изазвао, и како је на крају угашен. Године 1681, речи „папско беснило које је довело до оваквих хорора, није угашено“, додате су на крај инскрипције. Текст на источној страни уопштено криви римске католике за пожар, и због тога је Александар Поуп изјавио следеће о овом месту:
Где лондонски стуб показујући у небо,

као високи насилник, подиже главу и лаже.

—Moral Essays, Epistle iii стих 339 (1733 — 1734)
Речи су уклоњене 1830. године.
Западна страна базе приказује скулптуру, чији је аутор Кајус Габријел Сибер, која је урађена поводом уништења Града — Чарлс II и његов брат, Џејмс, Војвода од Јорка (касније Џејмс II), које краси слобода, архитектура и наука, дају наређења за обнову града.
Најближа лондонска подземна станица је Споменик.

## Позадина
Јула 1666. године, Лондон је задесио Велики пожар. Није било много људских жртава, што се може сматрати позитивном околношћу, с обзиром на број становника овог града у то време, и с обзиром на то да се ту налазила једна од највећих лука у Европи. Међутим старо средиште града — Сити готово је потпуно изгорело. Ватра је почела да се шири у ноћи између 2. и 3. септембра од пекаре у Пидинг лејну, за четири дана готово је четвртина града уништена; уништено је старо језгро Лондона, али ова околност је такође омогућила да се створи нови Лондон, којег красе импресивне зграде, широке авеније, где су се некада налазиле натрпане, згуснуте уличице због којих се пре извесног времена и Куга брже ширила Лондоном.
Посао обнављања Лондона припао је архитекти, Кристоферу Рену, чије је најпознатије дело Катедрала Светог Павла.
Ако би споменик био положен на земљу у правцу истока, његов врх би тачно показо место на коме се налазила пекара Томаса Фаринера, где је настао пожар. Висок 61,5 метара, овај споменик је и данас навјиши самостојећи камени стуб на свету.

## Историја
Први Акт о обнови из 1669. године, говорио је да „је боље сачувати сећање на овај немили догађај“, стуб од месинга или од камена требало је поставити у Фиш стрит хилу, код или у близини Ферјнорове пекаре, где је пожар почео. Рен, као генерал Краљвих радова, питан је да осмисли изглед за будуће дело. Рен је радио са Робертом Хуком на изгледу споменика. Немогуће је потпуно објаснити сарадњу између Хука и Рена, али Хукови цртежи идејних решења стуба и даље постоје и Ренов потпис се налази на њима, указујући пре на његово слагање са цртежима, него да је он њихов аутор.
Градско веће није прихватило предложени изглед до 1671. године, и требало је још шест година да се овај стуб, дугачак 62 m, сагради. То је било две године пре него што је инскрипција (чији садржај је требало да осмисли Рен) није постављена на место.
„Знак сећања са дрским непоштовањем за истину — чињеница да се Лондон поново подиже... три кратке године употпуњују то што се сматрало радом векова“.
Хукови сачувани цртежи показују да је неколико верзија споменика послато на разматрање: план обелиска, стуб украшен језичцима пожар, таласаст дорски стуб који је на крају изабран. Стварни раздор је наступио код питања кој тип орнамента треба да буде на врху. У почетку, Рен је фаворизовао статуу феникса са продуженим крилима који се диже из пепела, али како су се радови ближили крају, он је предложио да на статуу дугачку 5 m постави Чарлса II, или жену са мачевима како би приказао тријумф Лондона; цена овог решења била је процењена на 1050 £. Самом краљу Чарлсу се није свидела идеја статуе њега самог на врху споменика, о томе је рекао: „Ја нисам започео пожар“, и уместо тога више је волео једноставну позлаћену лопту од сребра „са пламеном који избија са врха“, што би коштало мало изнад 325 £, али коначно решење је било позлаћена бронзана урна, што је био предлог Роберта Хука и то је изабрано.
Пуна цена споменика била је 13.450 £, од којих је 11.300 £ платио зидарски уговорилац, Џошуа Маршал.
Писац рођен у Единбургу, Џејмс Бозвел, посетио је споменик 1763. године, да се попне на 311 степеника што је тада била највишка тачка гледишта у Лондону. На пола пута до тамо, добио је панични напад, али истрајао је и стигао је до врха, где је нашао „страшним да буде толико монструозан пут до горе у ваздух, тако изнад Лондона и свих његових врхова“.
Област око основе стуба, Моњумент улица, тренутно је пешачка зона и у схеми је за унапређење које је вредно 790.000 £.
Споменик је био затворен у јулу 2007, због 4,5 милиона £ вредног реновирања, а пројекат је поново отворен у фебруару 2009.
Самјуел Бордоли, британски композитор, између 1. и 2. октобра 2011. компоновао је Лајв мјузик скалпчер, који је предвидео посебно за споменик, и он је извођен 18 пута у току недеље. То је био први пут да се музика чула унутар грађевине и она је успешно трансформисала Ренов дизајн у велики, одјекујући музички иснтрумент.

## Као научни инструмент
Рен и Хук направили су споменик с намером да га користе и за научно истраживање. На споменику се налази централно вратило које је требало да се користи као зенитски телескоп, за ескперименте са гравитацијом и клатном, за чије функционисање је била неопходна повезаност са подземном лабораторијом за посматрање. Вибрације од густог саобраћаја на Фиш хилу учиниле су да услови за експерименте буду немогући.
Преклопни поклопац у урни покрива отварање на вратилу. Сви степеници на вратилу торња су високи 6 инча, што им омогућује да буду коришћени за истраживања барометријског притиска.

## Панорамски систем камера
Током реновирања од 2007 — 2009. године, панорамска камера од 360 степени је инсталирана на врху споменика. Ажурира се сваког минута и укључена је 24 сата дневно, обезбеђује податке о времену, активностима на зградама, на земљи и у Ситију.

## У фикцији
Чарлс Дикенс, у свом роману “Мартин Чезлвит”, објављеном 1844. године, описује споменик овако:
Ако би дан био ведар, ти си посматрао са врхова кућа, како се протеже далеко, дугачки црни пут, сенка Споменика; и кад се окрене на другу страну виоски оригинал је близу поред тебе, са уздигнутим свим длакама на на његовој златној глави, као да су га дешавања у граду преплашила.

Споменик има значајно место у “The System of the Wounded”, трећој књизи Нил Стивенсовог Барокном циклуса. Џорџ, јунак дечје књиге Чарлија Флечерова, бори се на врху Споменика са гавраном и украсом са гротескним ликом.
Споменик је кључно место у “The Bloodless Boy”, роману Роберта Џ. Лојда. Роберт Хук који је дизајнирао Споменик са Кристофером Реном, истражује подло убиство дечака коме је извађена сва крв, који је пронађен на обали реке Флит. Хари Хуат, помоћник Роберта Хука, гоњен је до врха споменика након што је сведочио о убиству.